# Sony Xperia T
De Sony Xperia T is een Android-smartphone van het Japanse conglomeraat Sony uit 2012.
De Xperia T heeft een Dual Core Qualcomm-processor van 1,5 GHz, 16 GB aan opslaggeheugen (dat uitbreidbaar is via microSD tot 32GB), een 13 megapixel-camera met Exmor-R (CMOS-sensor voor mobiel van Sony) aan de achterkant en een 1,3 megapixel-camera aan de voorkant.
Sony maakte bekend dat de telefoon ook in een speciale James Bond-variant wordt uitgebracht, voor de nieuwe James Bondfilm 'Skyfall'. Het toestel zal in de film worden gebruikt als James Bond's telefoon. Deze variant is voorzien van een James Bondthema met speciale video's en wallpapers van de 007-spion. Deze variant is alleen verkrijgbaar in het zwart.

## Display
Het multitouch beeldscherm heeft een grootte van 11,5 cm (4,55 inch) met een resolutie van 1280 bij 720 px (341 ppi). Het aanraakscherm is krasbestendig en wordt geleverd met een veiligheidslaag die als doel heeft het scherm, in geval van breuken in het glas, bij elkaar te houden.
De Sony Xperia T maakt gebruik van HD Reality Display-technologie en de 'BRAVIA-engine' van Sony. Door deze twee technieken wordt het beeldmateriaal veel mooier weergegeven.

## Software

### Besturingssysteem
De Sony Xperia T heeft als besturingssysteem Android 4.0, met een beschikbare update naar Android 4.1.Net zoals vele andere Android-fabrikanten, gooit Sony ook een eigen schil over het toestel, het Timescape UI, waarin Twitter en Facebook standaard zijn ingebouwd. De telefoon is 'PlayStation-certified', dat betekent dat men hierop omgebouwde PlayStation-spellen kan spelen.

### Muziek
De telefoon is verbonden met het Sony Entertainment Network, dat gebruikers toestaat tot Music & Video Unlimited, een speciale streamingsapp vergelijkbaar met Spotify of Deezer. Het Japanse bedrijf heeft de muziekapplicatie vernoemd naar "WALKMAN", de muziekspeler van Sony. In de telefoon zal ook gebruik worden gemaakt van de audiotechnologie 3D surround sound met xLOUD. Volgens het bedrijf moet het geluid en de bas hierdoor veel sterker en helderder zijn. Ook zegt het bedrijf het geluid uit de oordopjes te hebben verbeterd.

### NFC
Daarnaast beschikt het toestel over NFC, dat in combinatie met 'Xperia Smart Tags' (NFC-chips) gebruikt kan worden. De NFC-chips kunnen vervolgens worden gebruikt voor laagwaardige financiële transacties, om bijvoorbeeld applicaties uit de Google Play-appwinkel te kopen.